# Município de Fulton (condado de Fulton, Ohio)
Localização do Ohio nos E.U.A.
O município de Fulton (em inglês: Fulton Township) é um município localizado no condado de Fulton no estado estadounidense de Ohio. No ano de 2010 tinha uma população de 3182 habitantes e uma densidade populacional de 42,71 pessoas por km².

## Geografia
O município de Fulton encontra-se localizado nas coordenadas 41° 37′ 16″ N, 83° 56′ 26″ O. Segundo a Departamento do Censo dos Estados Unidos, o município tem uma superfície total de 74.51 km², da qual 74,27 km² correspondem a terra firme e (0,32 %) 0,24 km² é água.

## Demografia
Segundo o censo de 2010, tinha 3182 pessoas residindo no município de Fulton. A densidade populacional era de 42,71 hab./km².